# Alexandra Arce
Alexandra Manuela Arce Plúas (sinh ngày 31 tháng 7 năm 1977) là một chính trị gia và kỹ sư người Ecuador.

## Tiểu sử
Alexandra Arce sinh ra ở Guayaquil, Ecuador vào ngày 31 tháng 7 năm 1977. Cô học tại Laica Vicente Rocafuerte University, tốt nghiệp với bằng kỹ sư thương mại.
Trong 2009 Ecuadorian provincial elections, Arce được bầu vào Hội đồng thành phố Durán với tư cách là thành viên của Liên minh PAIS. Trong thời gian tham gia hội đồng, Arce đã chống lại các chính sách của Thị trưởng Dalton Narváez, thuộc Đảng Kitô giáo Xã hội. Vào tháng 5 năm 2010, Arce đã đệ đơn khiếu nại với một công tố viên chống lại thị trưởng và mẹ của ông, cựu Thị trưởng Mariana Mendieta, về các cáo buộc về một cuộc tấn công vật lý và tham nhũng trong chính phủ của Narváez.
Trong 2013 Ecuadorian legislative elections, Arce đã được bầu vào Quốc hội Ecuador cho tỉnh Guayas và đại diện cho Liên minh PAIS. Bà đã từ chức từ tháng 11 năm đó để tranh cử trong 2014 Ecuadorian provincial elections cho thị trưởng Durán, và đánh bại Dalton Narváez, người đã tìm kiếm sự tái tranh cử.

## Trích dẫn
1. ↑  "Alexandra Arce Plúas". especiales.eluniverso.com (bằng tiếng Tây Ban Nha). El Universo. Bản gốc lưu trữ ngày 2 tháng 4 năm 2016. Truy cập ngày 1 tháng 4 năm 2016.
2. 1 2  "El PSC gobierna en la Alcaldía de Durán". El Comercio (bằng tiếng Tây Ban Nha). ngày 6 tháng 7 năm 2016. Bản gốc lưu trữ ngày 2 tháng 4 năm 2016. Truy cập ngày 1 tháng 4 năm 2016.
3. ↑  "Alcalde de Durán acusado de agresión". La Hora (bằng tiếng Tây Ban Nha). ngày 30 tháng 5 năm 2010. Bản gốc lưu trữ ngày 2 tháng 4 năm 2016. Truy cập ngày 1 tháng 4 năm 2016.
4. ↑  "Termina escrutinio de asambleístas en Guayas y triunfo de movimiento PAIS se consolida". Ecuador Inmediato (bằng tiếng Tây Ban Nha). ngày 7 tháng 2 năm 2013. Bản gốc lưu trữ ngày 19 tháng 4 năm 2015. Truy cập ngày 1 tháng 4 năm 2016.
5. ↑  "Los nuevos asambleístas se alistan para asumir curules". La Hora (bằng tiếng Tây Ban Nha). ngày 22 tháng 11 năm 2013. Bản gốc lưu trữ ngày 10 tháng 3 năm 2016. Truy cập ngày 1 tháng 4 năm 2016.
6. ↑  "Alianza País solo gana en Durán entre las 10 ciudades más pobladas". El Comercio (bằng tiếng Tây Ban Nha). 2014. Bản gốc lưu trữ ngày 14 tháng 3 năm 2016. Truy cập ngày 1 tháng 4 năm 2016.